# Возжайка (притока Тойми)
Возжа́йка (рос. Возжайка) — річка в Граховському і Алнаському районах Удмуртії та Менделєєвському районі Татарстану, Росія, права притока Тойми.
Довжина річки становить 32 км. Бере початок на Можгинської височини, впадає до Тойми нижче села Камаєво. У верхів'ї русло пряме з низькими берегами, в нижньому звивисте, часто змінює напрямок, береги переважно обривисті.
Назва походить від марійського слова воже — витік, джерело. На річці розташовані села Удмуртське Гондирево, Марійське Гондирево, Варалі, Монашево, Актазики та Камаєво. В селах Удмуртське Гондирево, Монашево та Камаєво збудовані автомобільні мости.